# Marble Hill (Manhattan)
Marble Hill è un quartiere di Manhattan, uno dei cinque distretti di New York. I confini del quartiere sono Kingsbridge a nord ed est, il fiume Harlem a sud e Riverdale a ovest.
È una delle poche aree di Manhattan che non si trovano sull'omonima isola. Nel 1895 Marble Hill venne infatti separata dal resto dell'isola di Manhattan attraverso la costruzione dell'Harlem Ship Canal, diventando un'isola nel fiume Harlem. Nel 1914 il fiume Harlem sul lato nord di Marble Hill fu completamente deviato verso il canale e l'alveo originale colmato, collegando così il quartiere al Bronx.
Marble Hill è parte del Bronx Community District 8 e il suo ZIP code è 10463.

## Demografia
Da un punto di vista statistico Marble Hill e Inwood sono considerati congiuntamente. Secondo i dati del censimento del 2010 la popolazione di Marble Hill e Inwood era di 46 746 abitanti, in diminuzione del 5,0% rispetto ai 49 087 del 2000. La composizione etnica del quartiere era: 15,1% (7 060) bianchi americani, 9,1% (4 239) afroamericani, 1,9% (884) asioamericani, 0,1% (64) nativi americani, 0,0% (5) nativi delle isole del Pacifico, 0,4% (179) altre etnie e 1,0% (458) multietinici. Gli ispanici e latinos di qualsiasi etnia erano il 72,4% (33 857).

## Trasporti
Il quartiere è servito dalla metropolitana di New York attraverso la stazione Marble Hill-225th Street della linea IRT Broadway-Seventh Avenue, dove fermano i treni della linea 1. All'interno dei suoi confini si trova anche la stazione ferroviaria Marble Hill della Metro-North Railroad.